# Ауст-Агдер
Ауст-Агдер (на норвежки: Aust-Agder) е фюлке в Норвегия, с площ 9157 км2 и население 106 842 души (2008). Административен център е град Арендал.

## Административно деление
Фюлкето е поделено на 15 общини.